# Абакаров Зелімхан Арсенович
Зелімхан Арсенович Абакаров (14 липня 1993 , Хасав'юрт, Дагестанська АРСР ) — російський, а згодом албанський, борець вільного стилю, чемпіон світу, учасник Олімпійських ігор. Прапороносець Олімпійської збірної Албанії на Параді націй на літніх Олімпійських іграх 2024 року в Парижі.

## Спортивні результати на міжнародних змаганнях

### Виступи на Олімпіадах
| Змагання                    | Збірна  | Вагова категорія          | Місце |
| --------------------------- | ------- | ------------------------- | ----- |
| Літні Олімпійські ігри 2024 | Албанія | вільна боротьба, до 57 кг | 8     |

### Виступи на Чемпіонатах світу
| Змагання                        | Збірна  | Вагова категорія          | Місце  |
| ------------------------------- | ------- | ------------------------- | ------ |
| Чемпіонат світу з боротьби 2022 | Албанія | вільна боротьба, до 57 кг | Золото |
| Чемпіонат світу з боротьби 2023 | Албанія | вільна боротьба, до 57 кг | Бронза |

### Виступи на Чемпіонатах Європи
| Змагання                         | Збірна  | Вагова категорія                 | Місце  |
| -------------------------------- | ------- | -------------------------------- | ------ |
| Чемпіонат Європи з боротьби 2022 | Албанія | вільна боротьба, до 61 кг        | 7      |
| Чемпіонат Європи з боротьби 2022 | Албанія | греко-римська боротьба, до 67 кг | 18     |
| Чемпіонат Європи з боротьби 2023 | Албанія | вільна боротьба, до 61 кг        | Срібло |
| Чемпіонат Європи з боротьби 2024 | Албанія | вільна боротьба, до 61 кг        | Срібло |
| Чемпіонат Європи з боротьби 2025 | Албанія | вільна боротьба, до 61 кг        | Бронза |

### Виступи на Кубках світу
| Змагання                    | Збірна  | Вагова категорія          | Місце  |
| --------------------------- | ------- | ------------------------- | ------ |
| Кубок світу з боротьби 2017 | Росія   | вільна боротьба, до 57 кг | 5      |
| Кубок світу з боротьби 2019 | Росія   | команда                   | Золото |
| Кубок світу з боротьби 2022 | Албанія | команда                   | Бронза |

### Виступи на Середземноморських іграх
| Змагання                    | Збірна  | Вагова категорія          | Місце  |
| --------------------------- | ------- | ------------------------- | ------ |
| Середземноморські ігри 2022 | Албанія | вільна боротьба, до 65 кг | Золото |

### Виступи на Іграх ісламської солідарності
| Змагання                          | Збірна  | Вагова категорія          | Місце  |
| --------------------------------- | ------- | ------------------------- | ------ |
| Ігри ісламської солідарності 2022 | Албанія | вільна боротьба, до 65 кг | Срібло |

### Виступи на інших змаганнях
| Змагання                                               | Збірна  | Вагова категорія                 | Місце  |
| ------------------------------------------------------ | ------- | -------------------------------- | ------ |
| Київський Міжнародний турнір з боротьби 2013           | Росія   | вільна боротьба, до 55 кг        | 8      |
| Гран-прі «Іван Яригін» 2014                            | Росія   | вільна боротьба, до 57 кг        | 32     |
| Турнір Олександра Медведя 2014                         | Росія   | вільна боротьба, до 57 кг        | 16     |
| Інтерконтинентальний кубок з боротьби 2014             | Росія   | вільна боротьба, до 57 кг        | 10     |
| Гран-прі «Іван Яригін» 2015                            | Росія   | вільна боротьба, до 57 кг        | 14     |
| Турнір Алі Алієва 2015                                 | Росія   | вільна боротьба, до 57 кг        | 21     |
| Кубок Рамзана Кадирова 2015                            | Росія   | вільна боротьба, до 57 кг        | 5      |
| Турнір Олександра Медведя 2016                         | Росія   | вільна боротьба, до 57 кг        | Бронза |
| Гран-прі «Іван Яригін» 2017                            | Росія   | вільна боротьба, до 57 кг        | Бронза |
| Турнір Дана Колова — Николи Петрова 2017               | Росія   | вільна боротьба, до 61 кг        | Бронза |
| Кубок Ахмата Кадирова 2017                             | Росія   | вільна боротьба, до Teamevent кг | Золото |
| Інтерконтинентальний кубок з боротьби 2017             | Росія   | вільна боротьба, до 61 кг        | Золото |
| Турнір Аланії з боротьби 2017                          | Росія   | вільна боротьба, до 61 кг        | Срібло |
| Кубок Президента Бурятської Республіки з боротьби 2018 | Росія   | вільна боротьба, до 61 кг        | Срібло |
| Турнір Алі Алієва 2018                                 | Росія   | вільна боротьба, до 61 кг        | Срібло |
| Чемпіонат Росії з боротьби 2018                        | Росія   | вільна боротьба, до 61 кг        | Бронза |
| Турнір Олександра Медведя 2018                         | Росія   | вільна боротьба, до 61 кг        | Золото |
| Інтерконтинентальний кубок з боротьби 2018             | Росія   | вільна боротьба, до 61 кг        | Бронза |
| Кубок Ахмата Кадирова 2018                             | Росія   | команда                          | Золото |
| Турнір Алі Алієва 2019                                 | Росія   | вільна боротьба, до 61 кг        | Золото |
| Чемпіонат Росії з боротьби 2019                        | Росія   | вільна боротьба, до 61 кг        | Бронза |
| Турнір Аланії з боротьби 2019                          | Росія   | вільна боротьба, до 61 кг        | Бронза |
| Гран-прі «Іван Яригін» 2020                            | Росія   | вільна боротьба, до 65 кг        | 26     |
| Гран-прі «Іван Яригін» 2022                            | Албанія | вільна боротьба, до 61 кг        | Бронза |
| Турнір Дана Колова — Николи Петрова 2022               | Албанія | вільна боротьба, до 61 кг        | Золото |
| Турнір Мухамета Мало 2022                              | Албанія | вільна боротьба, до 65 кг        | Золото |
| Турнір Мухамета Мало 2023                              | Албанія | вільна боротьба, до 61 кг        | Золото |
| Меморіал Імре Поляка та Яноша Варги 2023               | Албанія | вільна боротьба, до 61 кг        | Золото |
| Турнір Мухамета Мало 2024                              | Албанія | вільна боротьба, до 65 кг        | Золото |
| Гран-прі Франції Анрі Деглана 2025                     | Албанія | вільна боротьба, до 65 кг        | Срібло |